# Сражение при Савитайпале
Сражение при Савитайпале — последнее крупное сражение на суше в русско-шведской войне 1788—1790 годов, возле деревни Савитайпале 4 июня 1790 года (24 мая 1790 г. по старому стилю). В сражении русский отряд генерал-майора А. И. Хрущёва разбил двукратно превосходивший его шведский отряд королевского генерал-адъютанта Армфельта.

## Предыстория
В кампанию 1790 года на суше шведы планировали наступать в южной Финляндии, взяв Вильманстранд (Лаппеенранта) и Фридрихсгам (Хамину), выйти к Выборгу и угрожать Санкт-Петербургу, принудив Россию к миру с уступкой территорий. Целью России было остановить наступление шведов в Южной Финляндии и отбросить их. В течение марта-мая шведы пытались развить наступление, однако после серии незначительных боестолкновений русские продолжали удерживать их на месте. Тогда шведский король Густав III, который командовал войсками на правом фланге, принял решение произвести движение на юго-восток к Фридрихсгаму, чтобы отвлечь силы русских на себя и дать возможность войскам левого фланга генерал-адъютанта Армфельта атаковать слабые силы русских в Савитайпале и выйти к Фридрихсгаму. Деревня Савитайпале находится в юго-восточной Финляндии и стоит на юго-восточном берегу озера Куолимо на скрещении трёх дорог: из Парадакоски с севера, из Вильманстранда с юго-востока, из Миккели с запада. В Савитайпале у русских были военные склады, деревню защищал небольшой гарнизон.

## Планы и силы сторон
Шведы из района Парадокоски и Пуумале собрали против русских в Савитайпале войска в 4 000—4 300 человек под командованием генерал-адъютанта Армфельта в составе: Нерке-Вермландского пехотного полка, Саволакского егерского полка, батальона Карельских драгун, батальона Тавстехского пехотного полка, батальона Хельсинского полка, батальона Дальваргеринген, батальона Йёнчёпингского пехотного полка, роты Остерботенского и Саволакского пехотных полков из Пуумалы, рота охраны из Нюландского полка Армфельта, 12 пушек. Также на озере Куолима у шведов была флотилия из трёх канонерских лодок с ротой пехоты и несколько лодок десанта и паромов с легкоранеными шведскими солдатами и финской милицией в 200—300 человек.
Русские в Савитайпале имели войска в 1 500—1 600 человек и состояли из: Великолуцкого пехотного полка неполного состава, 3 батальона которого имели 1-2 роты, 7 рот Лейб-гвардии Семёновского полка, 2 эскадронов Псковского драгунского полка, роты егерей и 9 пушек.
Согласно плану Армфельта войско разделялось на три колонны для атаки Савитайпаля с разных сторон. Колонна подполковник Таваста из батальона Нерке-Вермландского пехотного полка, Саволакского егерского полка, батальона Карельских драгун и войск из Пуумалы, должна была от Парадакоски через леса выйти на дорогу из Вильманстранда и атаковать правый фланг и тыл русских с юга и юго-востока. Колонна подполковник Грипенберга из батальона Тавстехского пехотного полка и батальона Хельсинского полка переправлялась через озеро Куолима и высаживалась в районе Юрванена, перерезала дорогу на Миккели и атаковала левый фланг русских войск. Колонна Армфельта из батальона Йёнчёпингского пехотного полка, второго батальона Нерке-Вермландского пехотного полка и роты из Нюландского пехотного полка, наступала с севера по дороге от Парадакоски на Савитайпале и должна была ударить в центр. Все три колонны должны были одновременно ударить с трёх сторон на Савитайпале в 12 часов дня. Для отвлечения внимания в 11 часов Майор Дебордье с шведской флотилией из канонерских и десантных лодок на озере Куолима, должен был обстрелять с воды русские позиции в Савитайпале и эмитировать высадку десанта.
В Савитайпале генерал-майор Хрущёв поставил на правом фланге на Вильманстрандской дороге роты 2-го и 3-го батальонов Великолуцкого полка за двумя батареями. В центре на дороге из Парадакоски находились 1-я и 2-я роты Семёновского полка и 1-й батальон Великолуцкого полка. Левее от центра на мысу вдоль озёрной бухты Кайнлахти разместились 3-я и 4-я роты семёновцев, которые также занимали саму деревню Савитайпале и кладбище. К северу от Савитайпале на берегу озера в люнете разместилась 6-я рота семёновцев и артиллерийская батарея. На левом фланге дороги из Миккели стояли 5-я и 7-я роты Семёновского полка и 2 эскадрона Псковских драгун. Чтобы обнаружить движение противника, Хрущёв приказал драгунам выслать разъезды в западном и южном направлении, а роту егерей поставил в засаду в лесу к северо-востоку от Савитайпале.

## Ход сражения
Утром 4 июня шведские колонны выдвинулись к Савитайпале. Однако шведский план с комбинированным нападениям с трёх сторон сразу провалился. Юго-восточная колонна шведов оказалась на Вильманстрандской дороге перед Савитайпалем к 10 часам. Впереди шёл батальон Нерке-Вермландского полка, Саволакские егеря и Карельские драгуны немного отстали. Батальон Нерке-Вермландцев развернулся в линию для атаки на дороге и вдоль неё. Русские роты 2-го и 3-го батальонов Великолуцкого полка подпустили шведов на близкий картечный выстрел и произвели по шведам меткий пушечный и ружейный залп. Затем роты Великолуцкого полка стремительно бросились в штыковую атаку на батальон нерке-вермландцев. В скоротечном штыковом бою русские закололи многих шведских солдат и офицеров. Великолукцы опрокинули батальон нерке-вермландцев, который стал отступать и расстроил Саволакских егерей, идущих следующими. Спешенные Карельские драгуны попытались стрельбой задержать великолукцев, но неожиданно с тылу шведов стали обстреливать русские егеря. В итоге вся шведская колонна была расстроена и отступила в северном направлении. Часть её присоединилась к колонне Армфельта. Роты 2-го и 3-го батальонов Великолуцкого полка остались удерживать позицию на Вильманстрандской дороге.
Около 11:30 на дороге от Парадокоски к Савитайпале с севера показалась колонна Армфельта. Перед деревней дорога проходила через узкое дефиле вдоль бухты озера, с другой стороны гористая местность с лесом. Капитаны 1-й и 2-й рот граф Толстой и Свечин выслали вперёд аванпосты застрельщиков-охотников, которые обстреливая шведов на подступах и постепенно отступая, заманивали их в ловушку. Тесня аванпосты, шведские батальоны стали втягиваться в дефиле. Здесь шведы попали под огонь с двух сторон, попав в огневой мешок. С фронта по ним давали залпы 1-я и 2-я роты семёновцев, а с правого фланга через бухту озера на них обрушился огонь батарей 3-й и 4-й рот Смёновского полка. Колонна Армфельта стала нести тяжёлые потери, многие шведские офицеры и сам Армфельт оказались ранены. В этот момент 1-я и 2-я роты семёновцев нанесли штыковой удар по шведам и стали их теснить. Хрущёв направил им на помощь 1-й батальон Великолуцкого полка, который также ударил в штыки. В штыковом бою колонна Армфельта была разбита и стала в беспорядке отступать, эскадрон псковских драгун преследовал шведов несколько километров.
Во время боя с центральной колонной шведов, разъезды русских драгун обнаружили движение батальонов западной шведской колонны на дороге от Миккели, а на озере показалась шведская флотилия. Шведские канонерки стали обстреливать Савитайпале, но их огнь из-за волн был неэффективным. Им удалось лишь зажечь несколько домов в деревне, не нанеся потерь живой силе русских. В свою очередь береговая батарея русских ответным огнём потопила одну канонерскую лодку со всем экипажем. После этого шведская флотилия удалилась. Хрущёв перевёл 3-й батальон Великолуцкого полка с правого фланга на левый для усиления 5-й и 7-й рот семёновцев. Лейб-гвардии капитан Измайлов во главе 5-й роты семёновцев и 3-го батальона великолукцев занял позицию на дороги от Миккели, здесь русские насыпали не большой бруствер для батареи из 4-х орудий. Разъезды псковских драгун отходя, навели шведские батальоны на русскую батарею. Несмотря на огонь пушек, шведы, значительно превосходя русских числом, развернули фронт и завязали перестрелку.
Капитан Измайлов отправил прапорщика Корсакова просить подкреплений у Хрущёва. В этот момент шведы бросились на батарею, завязалась отчаянная рукопашная схватка. Здесь совершил подвиг сержант лейб-гвардии Семёноского полка Ляпунов, который заколол штыком трёх шведов на бруствере и бросился на тех, что были у подошвы укрепления. Получив несколько тяжёлых ран, Ляпунов в одиночку остановил несколько десятков шведов. Яростным сопротивлением русских шведы были отброшены от батареи и боясь вступать в штыковой бой, стали вести лишь ружейный огонь, обходя батарею. Здесь к русским на помощь капитан Свечин привёл 7-ю роту семёновцев, которая сходу ударила в штыки на шведов. Атаку подкрепили Псковские драгуны. Разгромленная шведская колонна обратилась в паническое бегство. Русские четыре версты преследовали шведов, только на этом направлении Псковские драгуны захватили 4 пушки, 5 офицеров и 60 солдат шведов. К 6 вечера все шведские войска в беспорядке отступили от Савитайпале.

## Потери сторон
Согласно различным русским и шведским источникам потери шведов оцениваются в пределах 330—1000 убитых, раненых и пленных. В русском отряде роты Семёновского полка потеряли 22 человека убитыми и 44 ранеными, Псковский драгунский полк 42 убитыми и 3 раненых, Великолуцкий пехотный полк 21 человека убитыми и ранеными.

## Итоги
В результате поражения шведов при Савитайполе, захват Вильманстранда оказался невозможным. Фактически всё наступление шведов оказалось остановленным до самого конца войны.